# Modraszek argus
Modraszek argus (Plebejus argus) – gatunek motyla z rodziny modraszkowatych (Lycaenidae).
CechyJeden z najmniejszych gatunków w obrębie rodziny modraszkowatych. Rozpiętość skrzydeł 20–23 mm. U samicy górna powierzchnia skrzydeł jest ciemnobrązowa i występują czerwone plamki na ich brzegu, u samców jest jasnoniebieska i ma szeroki, ciemny pasek na brzegu. Gąsienica jest zielona lub rudawa.
WystępowanieNiezbyt rzadki. Występuje głównie na wrzosowiskach, na obrzeżach bagien i na suchych murawach.
RozwójSamica składa jaja na dolnej części roślin żywicielskich gąsienic. Jaja są białe, bardzo małe i zimują na roślinach. Dalszy rozwój następuje dopiero na wiosnę. Przeobrażenie zupełne.
Tryb życiaGąsienica żeruje na wrzosach, posłonkach oraz różnych gatunkach roślin z rodziny bobowatych. Z licznych gruczołów zapachowych wydziela zapach zwabiający mrówki. W obecności mrówek wysuwa dwa wyrostki z haczykami znajdujące się na ósmym segmencie ciała i porusza nimi. Rola tych wyrostków nie jest jednak dokładnie znana, mrówki interesują się bowiem tylko gruczołem, którego ujście znajduje się na siódmym segmencie ciała. Gdy swoimi czułkami dotkną gąsienicy, z otworu gruczołu wypływa słodka wydzielina pobierana przez mrówki. Gąsienice żerują głównie w nocy, podczas dnia zazwyczaj przebywają stłoczone na ziemi, u podnóża rośliny, na której żerują i otoczone przez mrówki, które bronią je przez napastnikami. Również poczwarka korzysta z opieki mrówek. Nie wydziela słodkiej wydzieliny, jednak prawdopodobnie wytwarza ten sam zapach, co gąsienice.

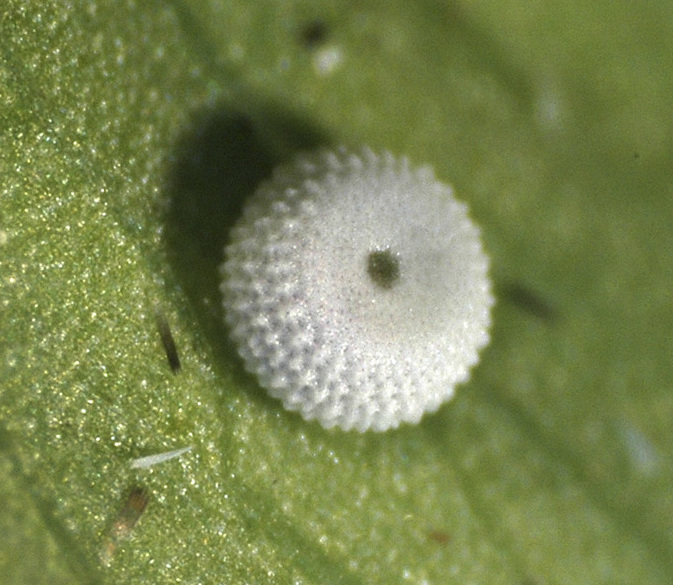
Jajo
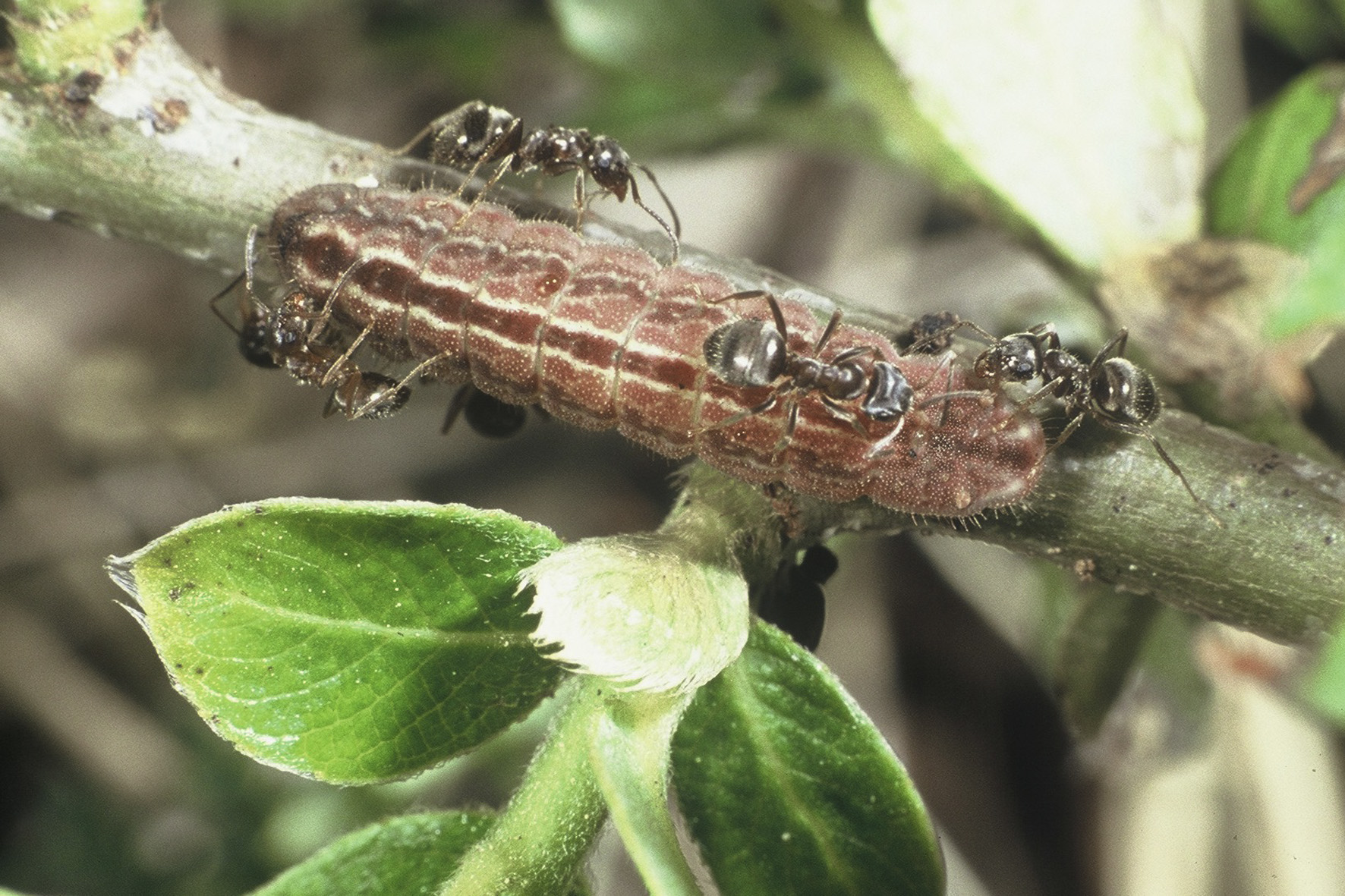
Larwa
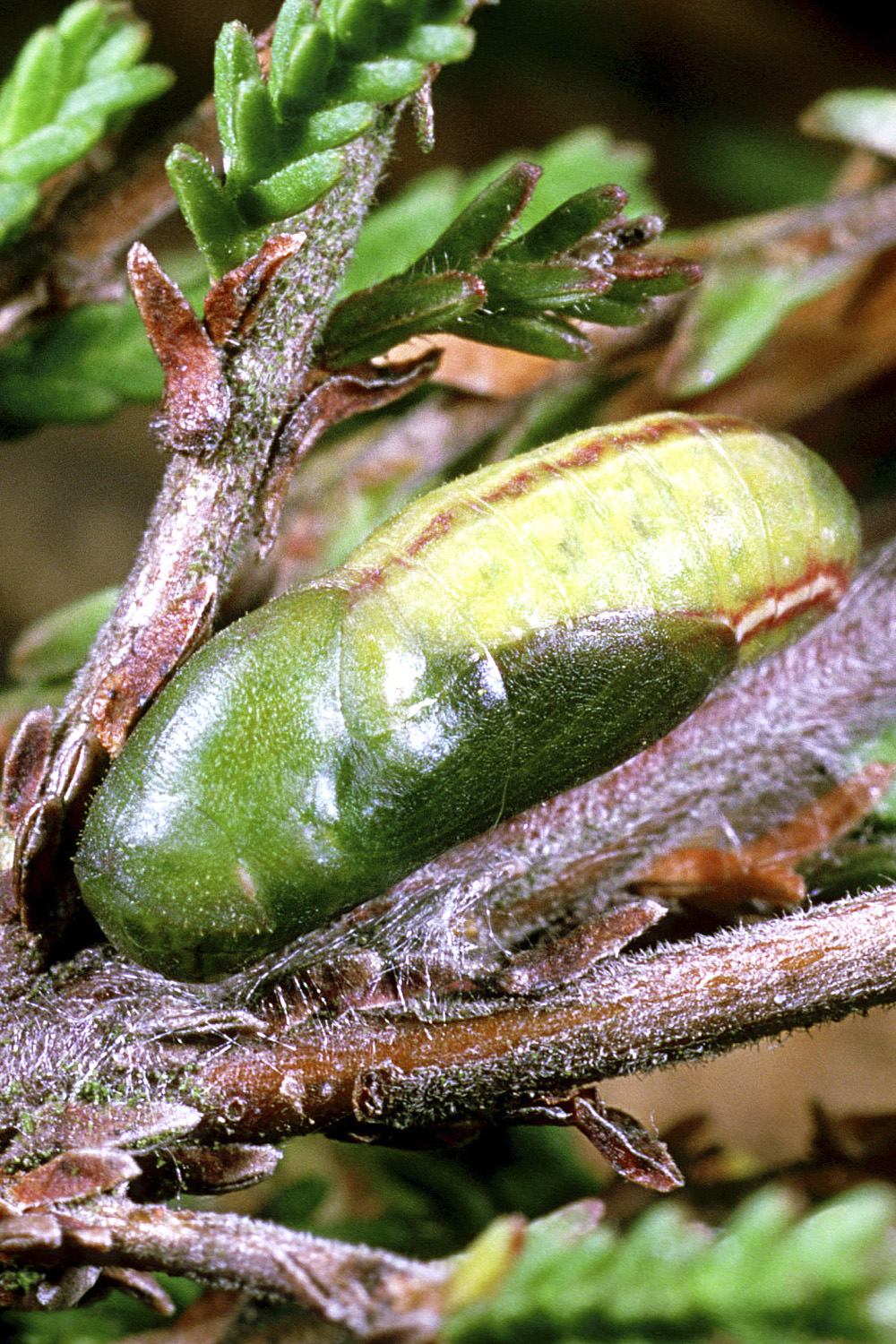
Poczwarka
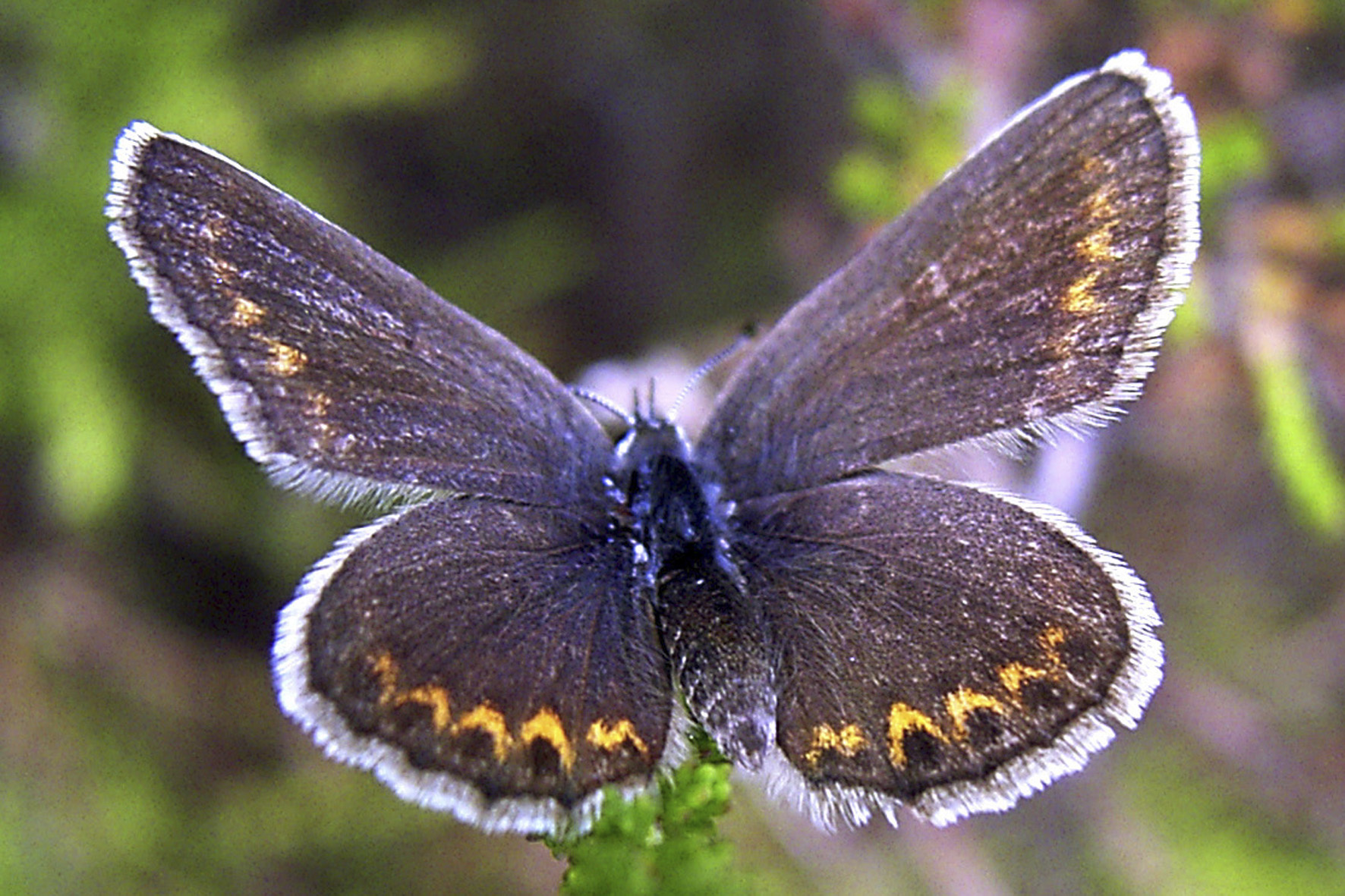
Samica
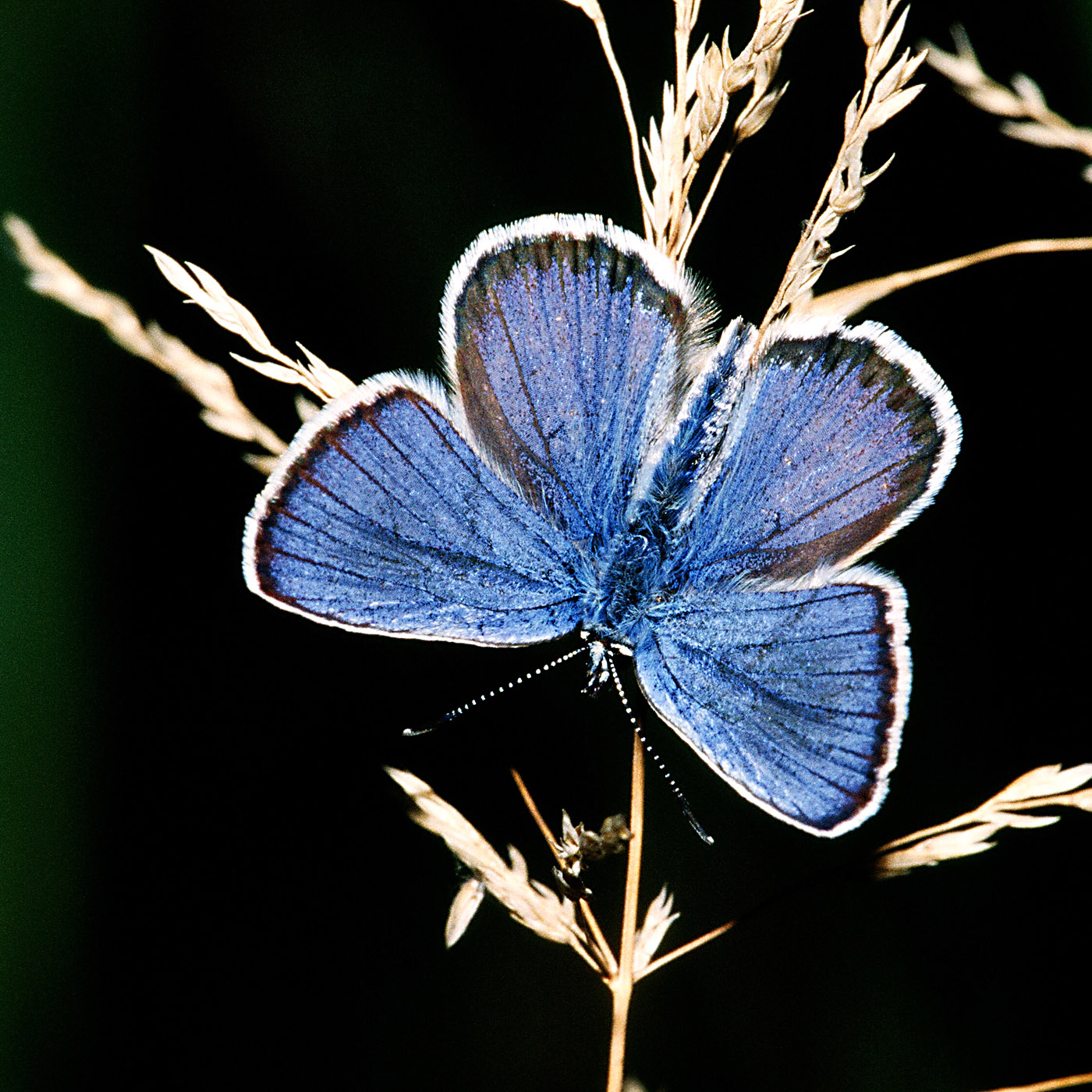
Samiec